# Adelfränkisch
Adelfränkisch ist eine spätreife Weißweinsorte und keine in der EU klassifizierte Rebsorte, in Deutschland ohne eingetragenen Zuchtklon, also zurzeit nur im Versuchsanbau als Qualitätswein zugelassen. Die Rebsorte galt bis 2007 als ausgestorben und wurde 1990 als Synonym des Weißen Traminers angenommen, was sich aber als falsch herausstellte. Grund dafür waren mangelnde Deutschkenntnisse von Pierre Galet, obwohl er 1866 bereits von August Wilhelm von Babo verwandtschaftlich richtig klassifiziert worden war.
Sie ist eine natürliche Kreuzung von Traminer × unbekannter Sorte und besticht durch gute Traubenreife und Robustheit sowie ein edles Weinaroma.

## Herkunft und Verbreitung
Diese Historische Rebsorte stammt mit ihrer heutigen Sortenspezifik aus Deutschland. Wie der Riesling gehört der Adelfränkisch zu den Rebsorten, die bereits weit vor der Christlichen Zeitrechnung im Gebiet Dakisch-mährischen Karpaten nachweisbar sind und etabliert waren.
Diese äußerst seltene Rebsorte wurde am Steigerwald auf Keuper im Mischsatz mit Elbling, Silvaner, Kleinberger, Riesling und Lagler angebaut. Davon sind heute noch ca. 150 Pflanzen existent. Weiterhin kommen wurzelechte Rebstöcke im östlichen Taubertal, an der Nahe auf lehmigem Buntsandstein und an der Hessischen Bergstraße vor. Neuerdings wird er auch in Rheinhessen kultiviert.
Die Verbreitung unterliegt den beiden Instituten Julius Kühn-Institut (JKI), Bundesforschungsinstitut für Kulturpflanzen, Institut für Rebenzüchtung Geilweilerhof bei Siebeldingen und der Bayerischen Landesanstalt für Weinbau und Gartenbau (BLW) in Veitshöchheim.

## Synonyme
Synonyme zum Adelfränkischen sind Grüner Adelfränkisch, Kleinfränkisch und Weißfränkisch. Er ist jedoch nicht identisch mit den Sorten Grünling oder Traminer, also Adelfranke bzw. Adelfranke Blanche.

## Eigenschaften
Sein aufrechter Wuchs und sehr kräftiges, auch noch im Alter regenerationsfreudiges Holz und Laub sind symptomatisch. Die Oberfläche ihrer Blätter erinnert an Rindsleder. Ihr Wachstum kennzeichnet sie als eine sehr winterharte Rebsorte. Die Beeren, ähnlich dem Silvaner, sind klein, grüngrau und elliptisch, aber bilden lockerbeerige, relativ kleine, zylindrische Trauben, zum Teil mit kleinen Nebentrauben. Die Beeren sind mit einer harten Schale umgeben und erreichen eine gute Reife, die gern 100 Grad Oechsle und mehr erzielt und dann immer noch eine Säure von 10 g/l aufweist. Sie haben keine Neigung zur Edelfäule; auch Eiswein wird man aus Adelfränkisch nicht herstellen können.

## Wein
Die Rebsorte wird als gehaltvoller, leicht bukettierter Wein beschrieben, der durch sein Säuregerüst gutes Lagerpotential besitzt.